# Magistra Hersend

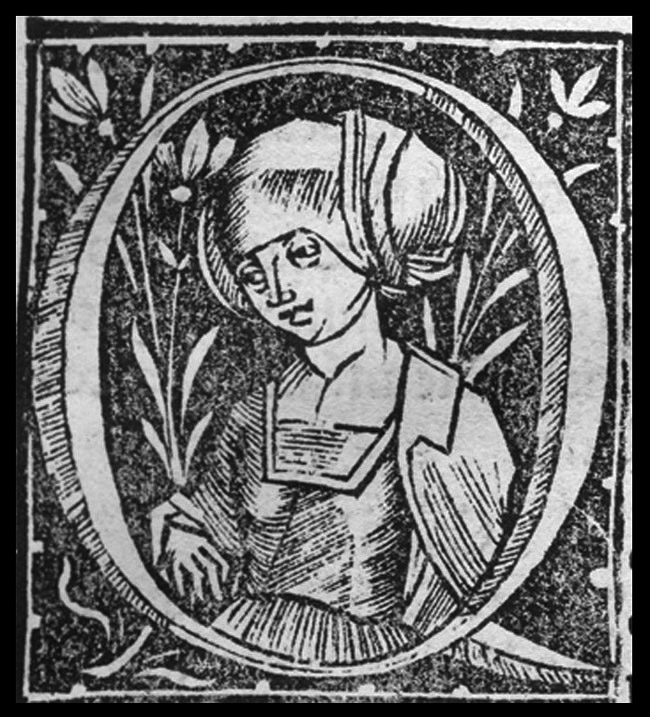
Grabado de una mujer medieval.

Hersend, conocida como Magistra Hersend, también llamada «Magistra Hersend physica» (fl. 1249–1259, París) fue una cirujana francesa que acompañó al rey Luis IX de Francia a la Séptima Cruzada en 1249. Es una de las dos mujeres documentadas como médicas o cirujanas reales.
Al mismo tiempo que atendiendo al rey, estaba a cargo de la reina y las acompañantes femeninas de los cruzados. En la ciudad de Acre recibió una pensión vitalicia de 112d diarios a cambio de sus servicios; aunque no se especifica cuáles fueron, es posible que Hersend atendiera a la reina Margarita de Provenza cuando dio a luz a su hijo Juan Tristán en Damieta. Más tarde se casó con el boticario del rey, un tal Jacques. Se cree que volvió a París en el año 1250 y que años después compraron una casa en el Petit Pont.